# Sabine Sinjen

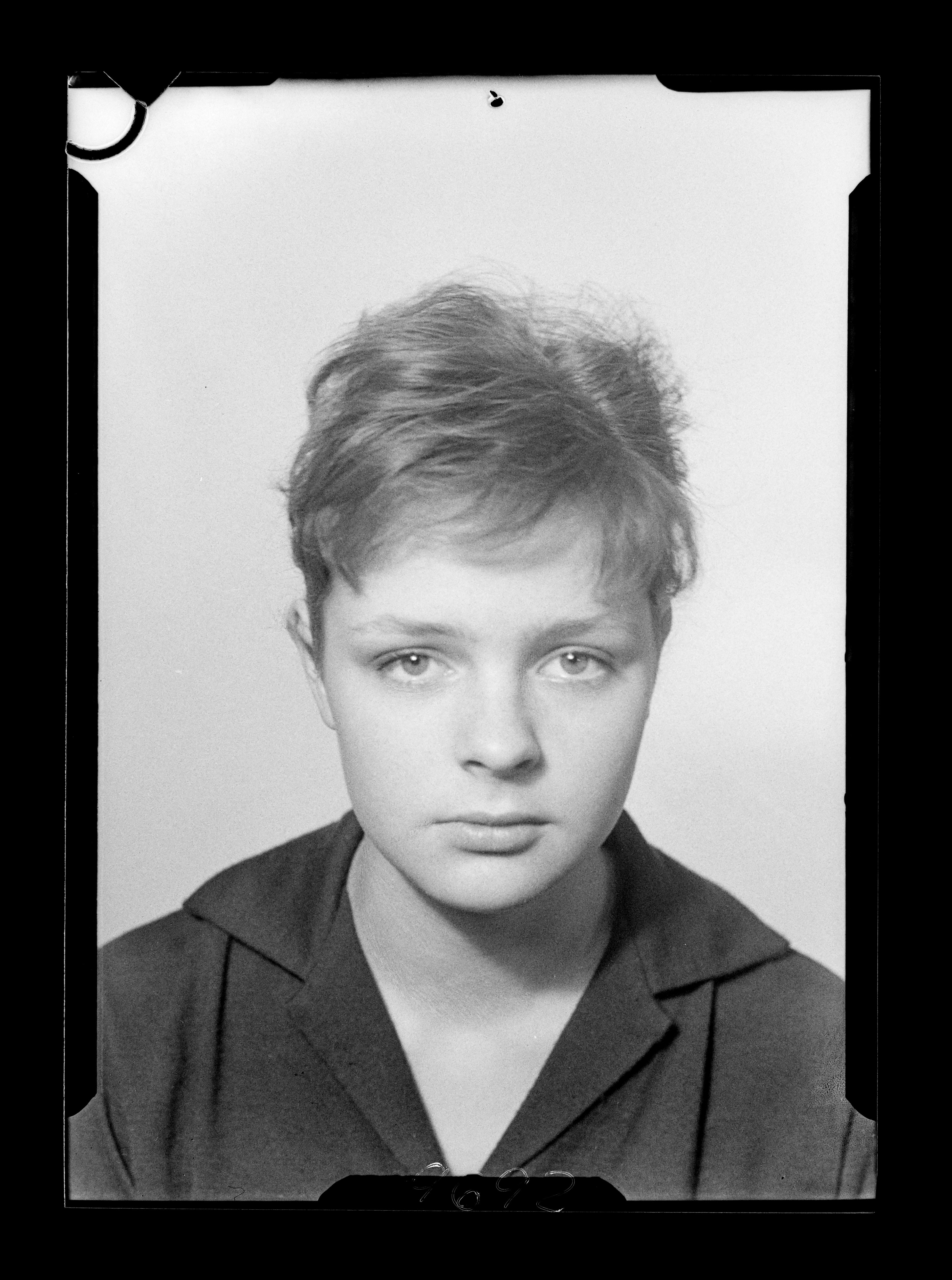
Sabine Sinjen, fotografiert von Gerda Schimpf (1960)

Sabine Sinjen (* 18. August 1942 in Itzehoe; † 18. Mai 1995 in Berlin) war eine deutsche Bühnen- und Filmschauspielerin.

## Leben

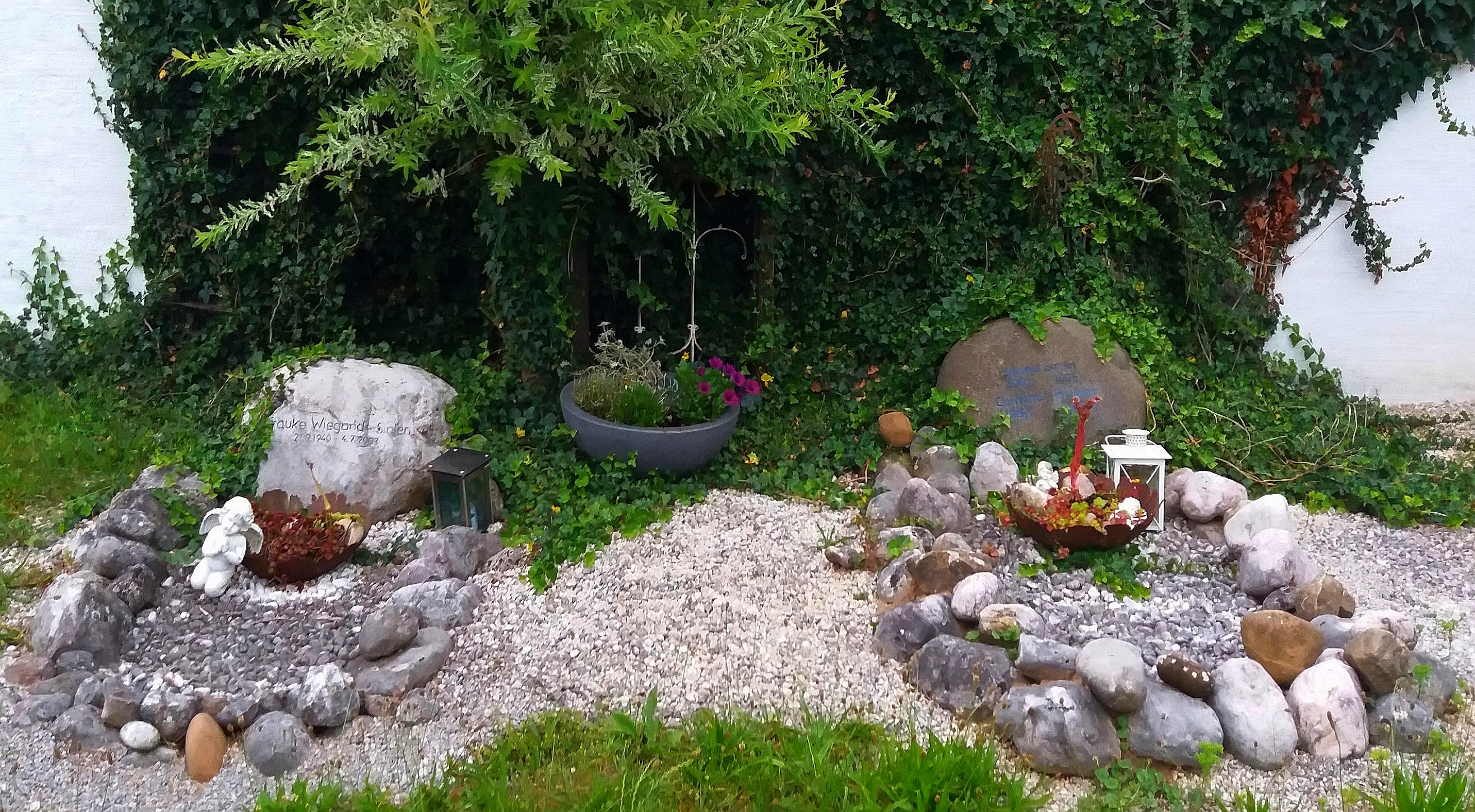
Filialkirche Irrsdorf, Gräber von Frauke Wiegand-Sinjen (links) sowie Sabine Sinjen und Günther Huber (rechts)

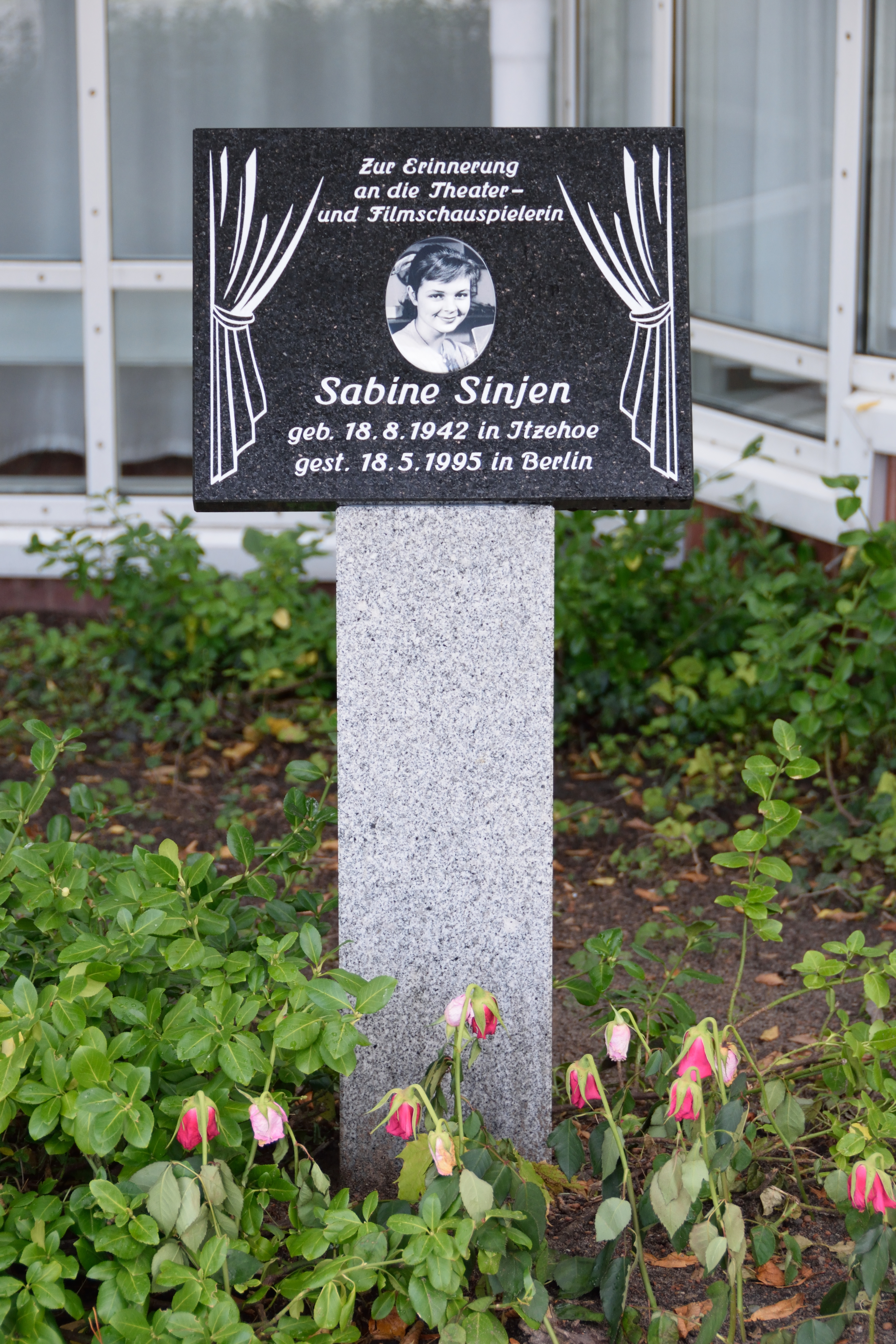
Gedenkstele für Sabine Sinjen am theater itzehoe

Sabine Sinjen wuchs bei ihrer Mutter Marlen Sinjen, geborene Kolbe, einer Journalistin, in Hamburg und München auf. Ihr Vater, der Diplomingenieur Max Heinrich Sinjen, kehrte nicht aus dem Russlandfeldzug zurück. Ihre Schwester Frauke Sinjen (1940–2003), zunächst Journalistin, wurde später ebenfalls Schauspielerin.
Sabine Sinjen lebte und arbeitete vornehmlich im deutschen Sprachraum, nur zu Beginn ihrer Karriere ging sie für mehrere Jahre nach Frankreich und drehte dort mehrere Filme. Sie war von 1963 bis 1984 mit dem Regisseur Peter Beauvais (1916–1986) verheiratet, in zweiter Ehe mit dem Regisseur Günther Huber (1951–2005), mit dem sie einen Sohn hatte.
Wegen eines Karzinoms an der Tränendrüse verlor sie 1986 nach mehreren chirurgischen Eingriffen ein Auge. Trotz ihrer schweren Erkrankung spielte sie weiterhin Theater, unter anderem in dem Einpersonenstück Die geliebte Stimme von Jean Cocteau, und trat in mehreren Fernsehfilmen auf. Sie trug dabei ständig eine Augenklappe, die durch ihr Haar verdeckt wurde. 1995 erlag sie ihrem Krebsleiden. Ihr Grab befindet sich auf dem Friedhof der Filialkirche Irrsdorf bei Salzburg.
Am 19. August 2014 wurde am theater itzehoe eine Gedenktafel mit einem frühen Bild von Sabine Sinjen aufgestellt.
Ihr schriftlicher Nachlass befindet sich im Archiv der Akademie der Künste in Berlin.

## Wirken
Sabine Sinjen, die zunächst beim Kinderfunk des NWDR tätig war und Schauspielunterricht bei Else Bongers nahm, hatte 1957 eine ihrer ersten größeren Rollen in dem Kinofilm Die Frühreifen. Neben ihr als unschuldig naiver Hannelore wirkten in diesem Film unter anderem auch Heidi Brühl und Peter Kraus mit. Im Anschluss daran erhielt sie einen Sieben-Jahres-Vertrag und verkörperte in den folgenden Filmen wiederholt naive Teenager, u. a. im Film Mädchen in Uniform an der Seite von Romy Schneider als Mitschülerin. Als der Filmproduzent Artur Brauner sie daraufhin auf die Figur der jungen Naiven festlegen wollte, lehnte Sabine Sinjen das ab und löste, auch wegen Unstimmigkeiten über die Gage, 1960 vorzeitig den Vertrag. 1961 gab sie ihr Debüt am Berliner Schillertheater in Frühlings Erwachen. Obwohl sie zwischendurch immer wieder Filmrollen annahm, widmete sie sich in den folgenden Jahren vor allem der Theaterarbeit und konnte auf verschiedenen Bühnen große Erfolge feiern.
Große Popularität errang sie nach ihrer Vertragskündigung vor allem durch ihre Film- und Fernsehrollen, so in den Jahren 1962 bis 1963 als Filmtochter von Gustav Knuth in der Fernsehserie Alle meine Tiere oder 1966/67 in dem Heimat-Klassiker über Münster Alle Jahre wieder (Regie: Ulrich Schamoni), der alljährlich in einem münsterschen Kino zum Jahresende gezeigt wird. In Fernsehspielen stellte sie immer wieder Frauen in konfliktreichen Situationen dar, wie z. B. 1970 eine drogenkranke junge Frau in der Folge Grau-roter Morgen der Fernsehkrimi-Serie Der Kommissar.
Von 1988 bis 1993 las sie für die seinerzeit in Berlin noch vom SFB produzierte Hörfunkreihe Ohrenbär zehn Radiogeschichten für kleine Leute ein.

## Sonstiges
1971 unterzeichnete Sabine Sinjen das Bekenntnis Wir haben abgetrieben! in der Zeitschrift Stern.

## Darstellung (Auswahl)

### Fernsehen
- 1957: Das Geheimnis
- 1961: Erinnerst Du Dich?
- 1961: Im 6. Stock
- 1961: Die Wildente
- 1962: Alle meine Tiere
- 1963: Der Bauer als Millionär
- 1964: Unsere deutschen Kleinstädter
- 1964: Der Feigling und die Tänzerin
- 1965: Undine
- 1965: Onkel Wanja
- 1965: Ein idealer Gatte
- 1965: Die Sommerfrische
- 1965: Mach’s Beste draus
- 1966: Die spanische Puppe
- 1966: Robert und Elisabeth
- 1967: Ein Duft von Blumen
- 1968: Der Kaufmann von Venedig
- 1968: Onkel Wanja
- 1969: Die Ratten
- 1970: Emilia Galotti
- 1970: Das weite Land
- 1970: Tatort – Kressin und der tote Mann im Fleet
- 1970: Zwei ganze Tage
- 1971: Der Pfandleiher
- 1971: Der Kommissar: Grau-roter Morgen
- 1972: Tatort: Rechnen Sie mit dem Schlimmsten
- 1973: Der Menschenfreund
- 1973: Was ihr wollt
- 1974: Griseldis
- 1974: Der Kommissar – Spur von kleinen Füßen
- 1974: Der kleine Doktor – Ein Toter fällt vom Himmel
- 1975: Am Wege (Zweiteiler)
- 1975: Dorothea Merz (Zweiteiler)
- 1975: Eine „emanzipierte“ Frau
- 1978: Gesche Gottfried
- 1979: Trennung – Die Geschichte der Anna Wildermuth
- 1979: Phantasten (Zweiteiler)
- 1981: ’ne scheene Jejend is det hier
- 1981: Der Träumer
- 1981: Die Karten lügen nicht und andere Geschichten
- 1981: Scheibenwischer (Mitwirkung)
- 1982: Tatort: Fluppys Masche
- 1983: Heinrich Heine – Die zweite Vertreibung aus dem Paradies (Zweiteiler)
- 1984: Die Familie oder Schroffenstein
- 1984: Die Schwärmer
- 1985: Die Hose
- 1986: Abschiedsvorstellung
- 1986: Caspar David Friedrich – Grenzen der Zeit (Dokumentarspielfilm)
- 1993: Das Haus im Ginster
- 1993: Von Frau zu Frau

### Kinofilme
- 1957: Die große Chance
- 1957: Die Frühreifen
- 1958: Schmutziger Engel
- 1958: Mädchen in Uniform
- 1958: Stefanie
- 1959: Marili
- 1959: Alt Heidelberg
- 1960: Kein Engel ist so rein
- 1960: Das Glas Wasser
- 1960: Stefanie in Rio
- 1960: Sabine und die 100 Männer
- 1961: Kaiserliche Hoheit (Napoléon II L’Aiglon)
- 1962: Die Försterchristel
- 1963: Mein Onkel, der Gangster (Les Tontons flingueurs)
- 1963: Die Flußpiraten vom Mississippi
- 1965: Es
- 1967: Alle Jahre wieder
- 1970: Wir – zwei

### Theater
- 1961: Frühlings Erwachen am Berliner Schillertheater
- 1963: Man kann nie wissen
- 1969: Wie es euch gefällt
- 1969: Emilia Galotti
- 1975: Ein treuer Diener seines Herrn
- 1978: Palme oder der Gekränkte
- 1989: Die geliebte Stimme

### Hörspiele (Auswahl)
- 1969: Pierre Chamblain de Marivaux: Die falsche Dienerin – Bearbeitung und Regie: Ferry Bauer (Hörspielbearbeitung – ORF Oberösterreich)
- 1989: Bernard-Marie Koltès: Rückkehr in die Wüste, Regie: Norbert Schaeffer, (SDR/RIAS Berlin)
- 1990: Patricia Highsmith: Der Geschichtenerzähler (Alicia Bartleby) – Regie: Hans Dieter Schwarze (Hörspiel – NDR)

### Einlesungen (Ohrenbär)
In den Jahren 1988 bis 1993 wurden im Rahmen der Ohrenbär – Radiogeschichten für kleine Leute zehn, bis auf eine, mehrfolgige Einlesungen von Sabine Sinjen gesendet:
- Manuela Reichart: Lisa-Geschichten. (Erstsendung: 29. Februar–4. März 1988)
- Helga Hahner: Der Junge aus Eisen. (Erstsendung: 29. Mai–2. Juni 1989)
- Renate Horlemann: Das vollgestellte Zimmer. (Erstsendung: 10. Juli–14. Juli 1989)
- Franjo Terhart: Der Drache, der kein Feuer speien konnte. (Erstsendung: 30. Dezember 1989)
- Karla Schneider: Die Bademantelquastenstrippe … (Erstsendung: 22. Januar–25. Januar 1990)
- Helga Hahner: Die Abenteuer der Katze Miu. (Erstsendung: 3. Februar–7. Februar 1990)
- Renate Ahrens-Kramer: Ballydale liegt auch am Meer. (Erstsendung: 19. November–25. November 1990)
- Ulrich Karger: Familie Habakuk und der Ordumok. (Erstsendung: 6. Mai–11. Mai 1991)
- Ingrid Förster: Ein Schwalbensommer. (Erstsendung: 26. April–1. Mai 1993)

## Auszeichnungen
- 1958: Bambi
- 1959: Bambi
- 1959: Bravo Otto
- 1960: Bravo Otto
- 1961: Bravo Otto
- 1966: Filmband in Gold (Beste Hauptdarstellerin) für Es
- 1967: Goldene Kamera für die Hauptrolle in Ein Duft von Blumen
- 1971: Ernst-Lubitsch-Preis
- 1972: Bravo Otto
- 1992: Verdienstorden des Landes Berlin